# Луцій Вініцій (консул-суфект 33 року до н. е.)
Луцій Вініцій (лат. Lucius Vinicius; ? — після 25 до н. е.) — політичний та військовий діяч часів падіння Римської республіки та початку Римської імперії, консул-суфект 33 року до н. е.

## Життєпис
Походив зі стану вершників, роду Вініціїв. Син Марка Вініція. Народився напевне у м. Кали (Кампанія). Про молоді роки немає відомостей. Як homo novus приєднався до партії популярів. Надалі став прихильником Першого тріумвірату та Гая Юлія Цезаря. У 53 році до н. е. став монетарієм. У 51 році до н. е. обрано народним трибуном.
Під час громадянської війни 49-45 років до н. е. між Цезарем та Помпеєм підтримував першого. Після загибелі Гая Цезаря перейшов на бік Октавіана Августа. У вересні 33 року до н. е. став консулом-суфектом разом з Квінтом Ларонієм. У 27-25 роках до н. е. як проконсул керував провінцією Азія. Про подальшу долю нічого невідомо.

## Родина
- Луцій Вініцій, консул-суфект 5 року до н. е.